# Eenmansbunker Ternat

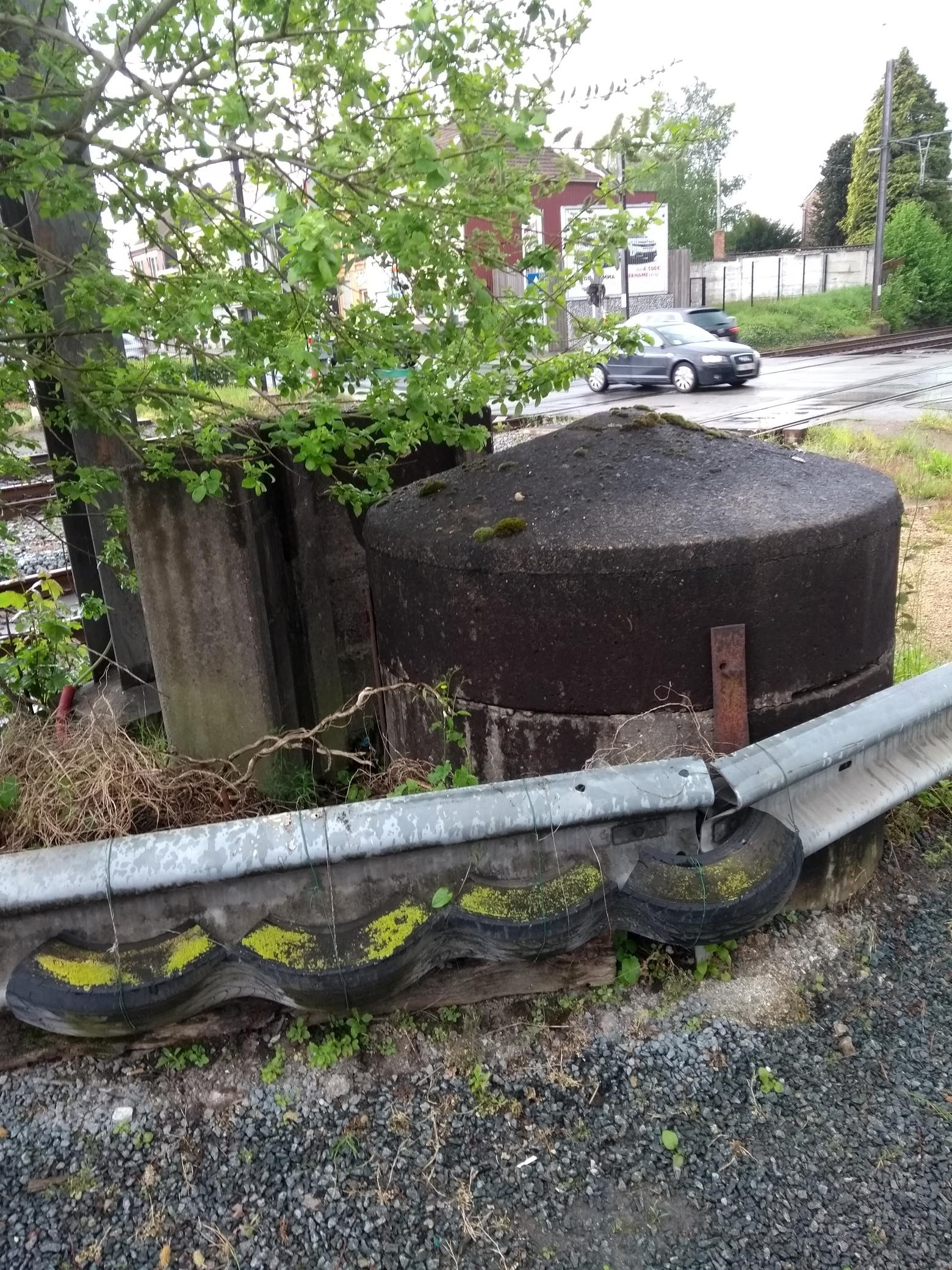
Eenmansbunker langs de spoorweglijn in Ternat (Hopstakenkaai)

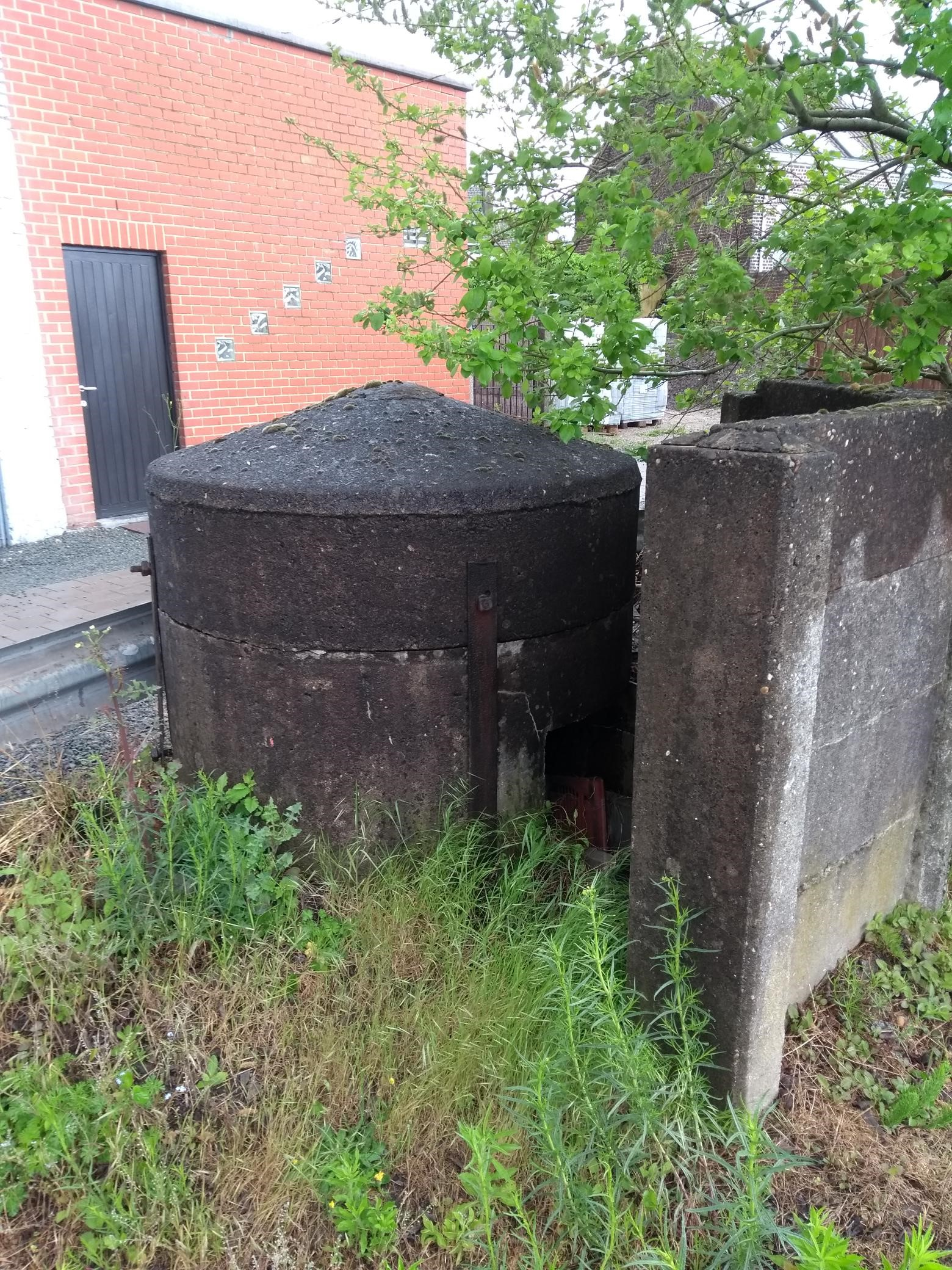
Eenmansbunker langs de spoorweglijn in Ternat (Hopstakenkaai) met zicht op de beschermingsmuur

De eenmansbunker Ternat is sinds 2009 de enige resterende van zijn soort op het grondgebied van Ternat. Hij werd gebouwd in opdracht van de Duitse bezetter tijdens de Tweede Wereldoorlog en had als doel het spoorwegpersoneel tijdens luchtaanvallen te beschermen.
Net zoals dit voor andere bunkers in zijn soort het geval is, stond (en staat) deze bunker opgesteld bij een specifiek spoorweggebouw, in dit geval het stationsgebouw met seinhuis. 
Doordat eenmansbunkers klein zijn in omvang en door de voor de bevolking negatieve connotatie met de Tweede Wereldoorlog, zijn vele van dit type verdwenen. 

## Splitterschutzzelle
Typisch voor bunkers van dit type is dat ze prefab vervaardigd werden in een fabriek en via het spoor getransporteerd werden. De binnenzijde bestaat uit een stalen cel die met beton werd bekleed. De stalen structuur werd met klinknagels verbonden of gelast. Uniek bij deze eenmansbunker is dat ook de stalen deur en scherfwand zijn bewaard.